# Wereldkampioenschappen schoonspringen 2019 – eenmeterplank vrouwen
Het schoonspringen vanaf de eenmeterplank voor vrouwen tijdens de wereldkampioenschappen schoonspringen 2019 vond plaats op 12 en 13 juli 2019 in het Nambu University Municipal Aquatics Center in Gwangju.

## Uitslag
Finalisten zijn de eerste 12 genoemde deelnemers, aangegeven met groen.
| Rang   | Naam                   | Land                | Voorronde | Voorronde | Finale        | Finale        |
| Rang   | Naam                   | Land                | Punten    | Rang      | Punten        | Rang          |
| ------ | ---------------------- | ------------------- | --------- | --------- | ------------- | ------------- |
| Goud   | Chen Yiwen             | China               | 287.95    | 1         | 285.45        | 1             |
| Zilver | Sarah Bacon            | Verenigde Staten    | 240.00    | 6         | 262.00        | 2             |
| Brons  | Kim Su-ji              | Zuid-Korea          | 238.95    | 8         | 257.20        | 3             |
| 4      | Katherine Torrance     | Verenigd Koninkrijk | 236.75    | 10        | 255.40        | 4             |
| 5      | Kristina Ilinych       | Rusland             | 245.50    | 3         | 252.80        | 5             |
| 6      | Elena Bertocchi        | Italië              | 232.55    | 12        | 251.95        | 6             |
| 7      | Elizabeth Cui          | Nieuw-Zeeland       | 235.90    | 11        | 245.60        | 7             |
| 8      | Georgia Sheehan        | Australië           | 238.25    | 9         | 244.20        | 8             |
| 9      | Chang Yani             | China               | 257.65    | 2         | 241.70        | 9             |
| 10     | Maria Coburn           | Verenigde Staten    | 239.70    | 7         | 237.75        | 10            |
| 11     | Clare Cryan            | Ierland             | 240.70    | 5         | 237.05        | 11            |
| 12     | Julia Vincent          | Zuid-Afrika         | 241.35    | 4         | 236.40        | 12            |
| 13     | Melany Hernández       | Mexico              | 231.95    | 13        | Uitgeschakeld | Uitgeschakeld |
| 14     | Emilia Nilsson         | Zweden              | 231.50    | 14        | Uitgeschakeld | Uitgeschakeld |
| 15     | Esther Qin             | Australië           | 225.55    | 15        | Uitgeschakeld | Uitgeschakeld |
| 16     | Michelle Heimberg      | Zwitserland         | 218.55    | 16        | Uitgeschakeld | Uitgeschakeld |
| 17     | Kwon Ha-lim            | Zuid-Korea          | 217.80    | 17        | Uitgeschakeld | Uitgeschakeld |
| 18     | Aranza Vázquez         | Mexico              | 217.50    | 18        | Uitgeschakeld | Uitgeschakeld |
| 19     | Scarlett Mew Jensen    | Verenigd Koninkrijk | 217.10    | 19        | Uitgeschakeld | Uitgeschakeld |
| 20     | Olena Fedorova         | Oekraïne            | 215.65    | 20        | Uitgeschakeld | Uitgeschakeld |
| 21     | Lena Hentschel         | Duitsland           | 214.10    | 21        | Uitgeschakeld | Uitgeschakeld |
| 22     | Anisley García         | Cuba                | 213.25    | 22        | Uitgeschakeld | Uitgeschakeld |
| 23     | Maria Poljakova        | Rusland             | 212.25    | 23        | Uitgeschakeld | Uitgeschakeld |
| 24     | Anna Arnautova         | Oekraïne            | 210.70    | 24        | Uitgeschakeld | Uitgeschakeld |
| 25     | Kaja Skrzek            | Polen               | 210.25    | 25        | Uitgeschakeld | Uitgeschakeld |
| 26     | Shaye Boddington       | Nieuw-Zeeland       | 208.40    | 26        | Uitgeschakeld | Uitgeschakeld |
| 27     | Alison Maillard        | Chili               | 207.85    | 27        | Uitgeschakeld | Uitgeschakeld |
| 28     | Maha Eissa             | Egypte              | 206.70    | 28        | Uitgeschakeld | Uitgeschakeld |
| 29     | Alena Chamoelkina      | Wit-Rusland         | 206.50    | 29        | Uitgeschakeld | Uitgeschakeld |
| 30     | Lauren Hallaselkä      | Finland             | 203.50    | 30        | Uitgeschakeld | Uitgeschakeld |
| 31     | Diana Pineda           | Colombia            | 202.80    | 31        | Uitgeschakeld | Uitgeschakeld |
| 32     | Luana Lira             | Brazilië            | 202.35    | 32        | Uitgeschakeld | Uitgeschakeld |
| 33     | Steffanie Madrigal     | Colombia            | 201.90    | 33        | Uitgeschakeld | Uitgeschakeld |
| 34     | Roosa Kanerva          | Finland             | 199.90    | 34        | Uitgeschakeld | Uitgeschakeld |
| 35     | Marcela Marić          | Kroatië             | 199.75    | 35        | Uitgeschakeld | Uitgeschakeld |
| 36     | Emma Gullstrand        | Zweden              | 194.00    | 36        | Uitgeschakeld | Uitgeschakeld |
| 37     | Madeline Coquoz        | Zwitserland         | 187.75    | 37        | Uitgeschakeld | Uitgeschakeld |
| 38     | Prisis Ruiz            | Cuba                | 184.90    | 38        | Uitgeschakeld | Uitgeschakeld |
| 39     | Choi Sut Kuan          | Macau               | 157.65    | 39        | Uitgeschakeld | Uitgeschakeld |
| 40     | Indrė Girdauskaitė     | Litouwen            | 156.40    | 40        | Uitgeschakeld | Uitgeschakeld |
| 41     | Chan Lam               | Hongkong            | 142.10    | 41        | Uitgeschakeld | Uitgeschakeld |
| 42     | Kwanchanok Khunboonjan | Thailand            | 135.90    | 42        | Uitgeschakeld | Uitgeschakeld |
| 43     | Danielle Robles        | Brazilië            | 124.65    | 43        | Uitgeschakeld | Uitgeschakeld |